# 曼努埃拉·巴内加斯
曼努埃拉·巴内加斯·卡塔尼奥（西班牙語：Manuela Vanegas Cataño；2000年11月9日—），哥伦比亚女子职业足球运动员，司职左后卫，目前效力于皇家社会足球俱乐部和哥伦比亚国家女子足球队。她曾代表哥伦比亚参加2024年夏季奥林匹克运动会女子足球比赛。